# Steyr TMP
A Steyr TMP (Taktische Maschinenpistole/Pistola-Metralhadora Tática) é uma pistola-metralhadora de calibre 9×19mm Parabellum fabricada pela Steyr Mannlicher, da Áustria. Os carregadores vêm destacáveis de 15, 20 ou 30 munições. Um silenciador também pode ser instalado.
Em 2001, a Steyr vendeu o projeto para a Brügger & Thomet,  que o desenvolveu na Brügger & Thomet MP9.

## SPP
A Steyr SPP (Special Purpose Pistol/Pistola de Uso Especial) é uma variante semiautomática da TMP. Os comprimentos do cano e da manga do cano da TMP foram ligeiramente aumentados para que haja um comprimento maior da manga e do cano salientes. A empunhadura frontal tática também foi removida. É grande para uma pistola e é construída principalmente de poliamida 66.

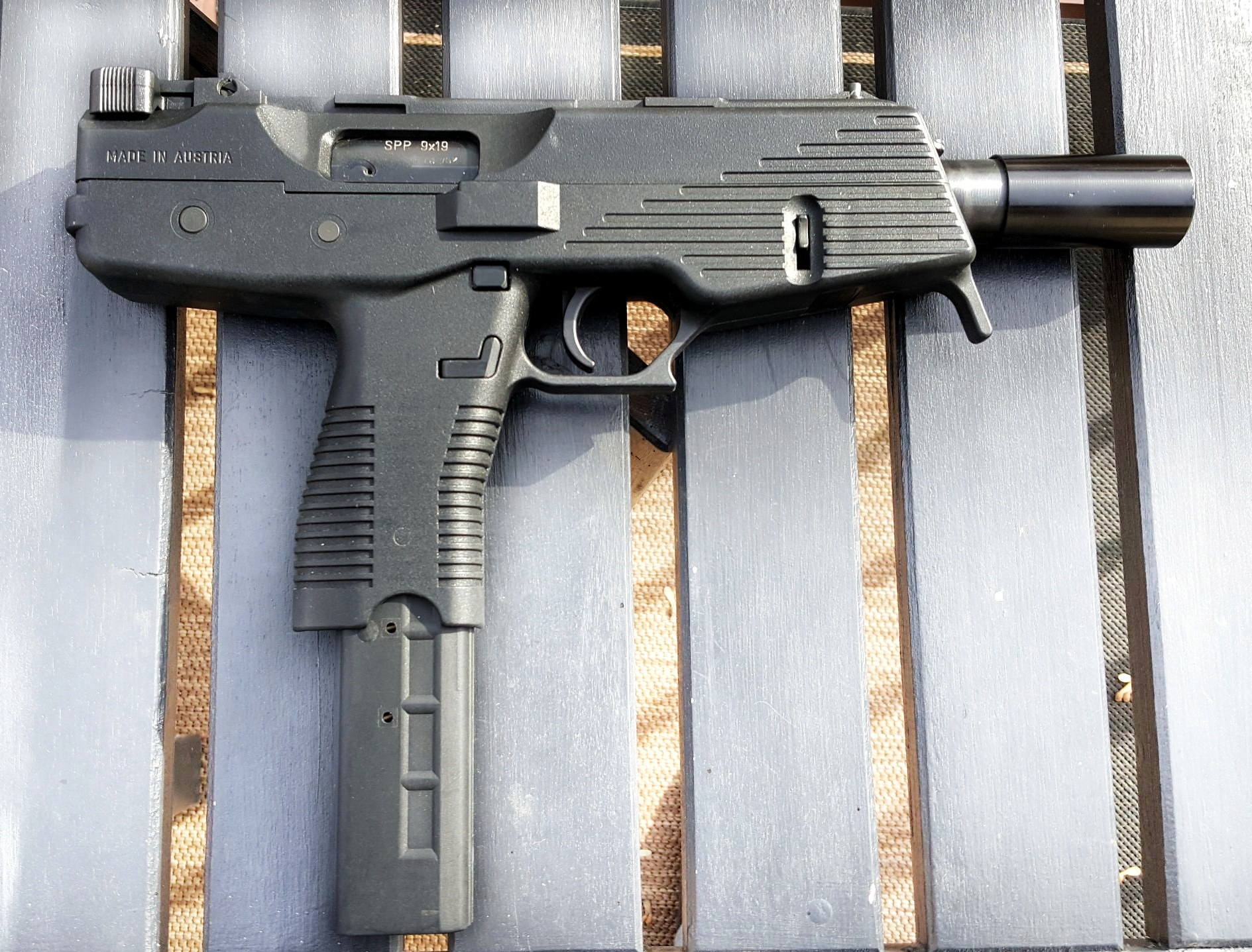
Steyr SPP com carregador de 30 munições

## Usuários
- Áustria: Usada pela EKO Cobra.[4]
- Itália: Usada pelo Gruppo di Intervento Speciale.[5]
- Myanmar : Fabricada localmente como MA-13 MK-II.[6]
- Rússia: Usada pela unidade antiterrorista FSB Alpha.